# Тувинська Автономна Радянська Соціалістична Республіка
Тувинська Автономна Радянська Соціалістична Республіка (Тувинська АРСР, рос. Тувинская автономная советская социалистическая республика тув.Тыва Автономнуг Совет Социалистиг Республика) — адміністративно-територіальна одиниця РРФСР, що існувала з 10 жовтня 1961 року по 1991 рік.
Адміністративний центр — місто  Кизил.

## Історія
Тувинська АРСР була перетворена 10 жовтня 1961 року з Тувинської АО.
12 грудня 1990 року, на сесії Верховної Ради Тувинської АРСР сьомого скликання була прийнята Декларація про державний суверенітет республіки. З 1991 року Тувинська АРСР називалась Республіка Тува, а з 1993 року, згідно з новою конституцією, прийнятої 21 жовтня замість конституції 1978 року, — Республіка Тива.